# Morganx
Morganx település Franciaországban, Landes megyében. Lakosainak száma 168 fő (2022. január 1.). Morganx Lacrabe, Monségur, Peyre és Poudenx községekkel határos.

## Népesség
A település népességének változása:
| Lakosok száma | 178  | 155  | 172  | 175  | 183  | 180  | 173  | 173  | 173  | 168  |
|               | 1968 | 1982 | 1990 | 2006 | 2013 | 2015 | 2017 | 2019 | 2020 | 2022 |